# Penang FA
Football Association of Penang, ou simplesmente Penang FA, é um clube de futebol malaio, com sede na cidade de Penang, e que atualmente disputa a Super Liga Malaia de Futebol. Fundado em 1921, seu maior rival é o Kedah FA, com quem disputa o clássico da região norte.
Em 2017, o clube alcançou reconhecimento nacional pelo fato do jogador Mohd Faiz Subri ter conquistado o Prêmio FIFA Ferenc Puskás por um gol marcado na vitória de 4-1 diante do Pahang FA.

## Títulos
| Título                                | Conquistas                    | Vice-campeonatos                                         |
| ------------------------------------- | ----------------------------- | -------------------------------------------------------- |
| Division 1/Premier 1/Super League (3) | *1982, 1998, 2001             | 1983, 1999, 2000 (3)                                     |
| Division 2/Premier 2/Premier League   |                               | 1992, 2015 (2)                                           |
| Malaysia FAM Cup / League (5)         | *1952, 1955, 1956, 1957, 2013 | 1961, 1962, 1968 (3)                                     |
| Malaysia Cup (4)                      | 1953, 1954, 1958, 1974        | 1934, 1941, 1950, 1952, 1962, 1963, 1968, 1969, 1977 (9) |
| Malaysia FA Cup (1)                   | 2002                          | 1997, 2000 (2)                                           |
| Malaysia Charity Shield (1)           | 2003                          |                                                          |

(*) Campeão inaugural